# Frances Pomeroy Naismith Award

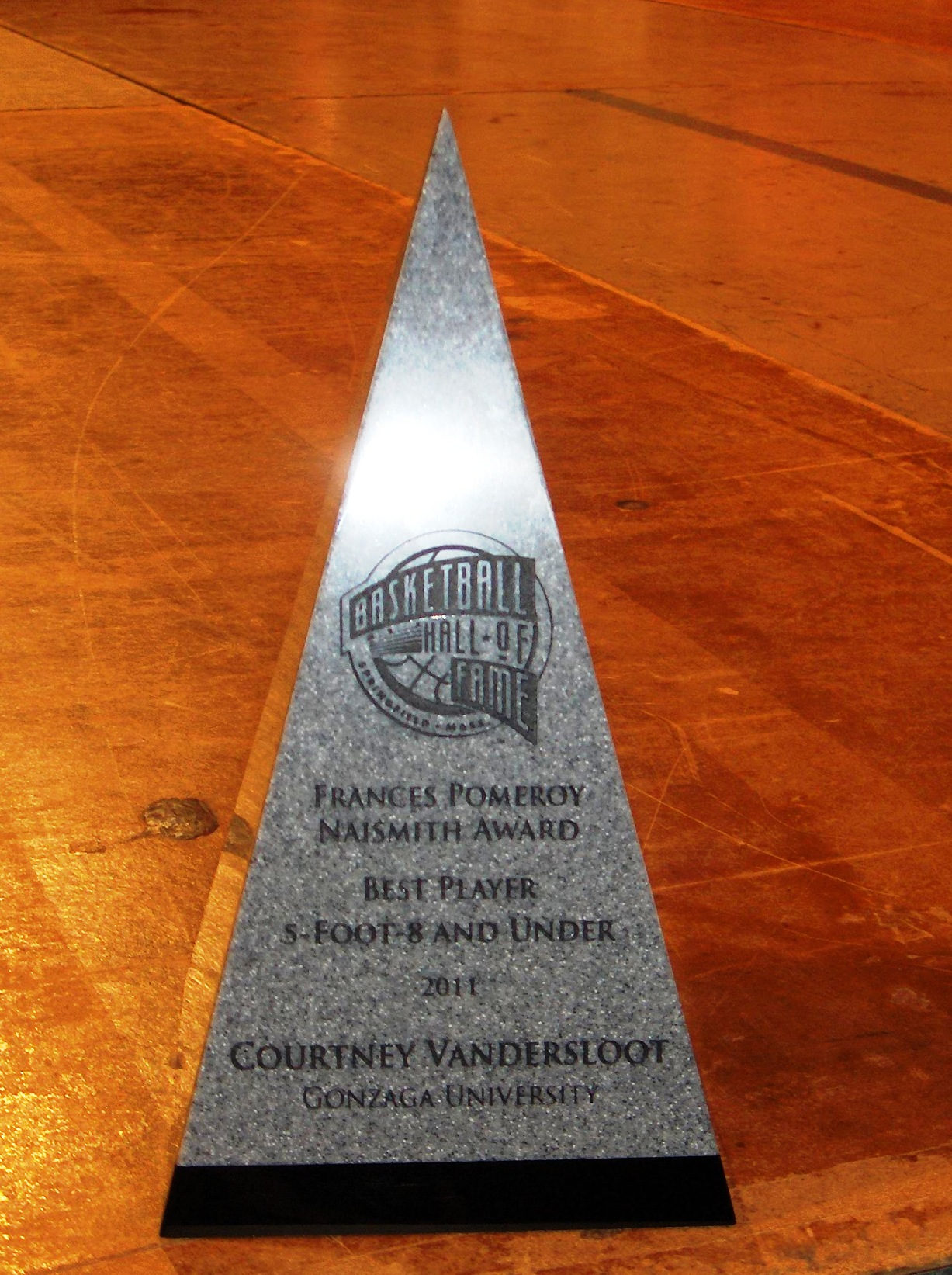
Frances Pomeroy Naismith Award

Il Frances Pomeroy Naismith Award (in italiano: Premio Frances Pomeroy Naismith) è stato un premio conferito ogni anno dalla National Association of Basketball Coaches al miglior giocatore con altezza pari o inferiore a 6 ft (183 cm), che giocava nell'NCAA Division I.
In campo femminile era assegnato dalla WBCA a partire dal 1984, esclusivamente alle giocatrici con altezza pari o inferiore al 5 ft 8 in (173 cm), inizialmente il limite era 5 ft 6 in (168 cm)
Il premio era dedicato a Frances Pomeroy Naismith, nuora dell'inventore della pallacanestro James Naismith.

## Vincitori

### Uomini
- 1969 –  Billy Keller  Purdue Boilermakers
- 1970 –  John Rinka  Kenyon College
- 1971 –  Charles Johnson  Calif. G. Bears
- 1972 –  Scott Martin  Oklahoma Sooners
- 1973 –  Robert Sherwin  Army Black Knights
- 1974 –  Mike Robinson  MSU Spartans
- 1975 –  Monte Towe  NCSU Wolfpack
- 1976 –  Frank Alagia  St. John's R. Storm
- 1977 –  Jeff Jonas  Utah Utes
- 1978 –  Mike Schieb  SU Crusaders
- 1979 –  Alton Byrd  Columbia Lions
- 1980 –  Jim Sweeney  Boston C. Eagles
- 1981 –  Terry Adolph  West Texas Buffaloes
- 1982 –  Jack Moore  Nebraska Cornhuskers
- 1983 –  Ray McCallum  Ball St. Cardinals
- 1984 –  Ricky Stokes  Virginia Cavaliers
- 1985 –  Bubba Jennings  TTU Red Raiders
- 1986 –  Jim Les  Bradley Braves
- 1987 –  Muggsy Bogues  W.F. Dem. Deacons
- 1988 –  Jerry Johnson  FSC Moccasins
- 1989 –  Tim Hardaway  UTEP Miners
- 1990 –  Greg Harvey  St. John's R. Storm
- 1991 –  Keith Jennings  ETSU Buccaneers
- 1992 –  Tony Bennett  Green Bay Phoenix
- 1993 –  Sam Crawford  N.M. State Aggies
- 1994 –  Greg Brown  New Mexico Lobos
- 1995 –  Tyus Edney  UCLA Bruins
- 1996 –  Eddie Benton  UVM Catamounts
- 1997 –  Brevin Knight  Stanford Cardinal
- 1998 –  Earl Boykins  E. Michigan Eagles
- 1999 –  Shawnta Rogers  GW Revolutionaries
- 2000 –  Scoonie Penn  Ohio State Buckeyes
- 2001 –  Rashad Phillips  Detroit Titans
- 2002 –  Steve Logan  Cincinnati Bearcats
- 2003 –  Jason Gardner  Arizona Wildcats
- 2004 –  Jameer Nelson  St. Joseph's Hawks
- 2005 –  Nate Robinson  Washington Huskies
- 2006 –  Dee Brown  Illinois Fighting Illini
- 2007 –  Tre Kelley  S.C. Gamecocks
- 2008 –  Mike Green  Butler Bulldogs
- 2009 –  Darren Collison  UCLA Bruins
- 2010 –  Sherron Collins  Kansas Jayhawks
- 2011 –  Jacob Pullen  KSU Wildcats
- 2012 –  Reggie Hamilton  OU Golden Grizzlies
- 2013 –  Peyton Siva  Louisville Cardinals
- 2014 –  Russ Smith  Louisville Cardinals

### Donne
- 1984 –  Kim Mulkey  L.T. Lady Techsters
- 1985 –  Maria Stack  Gonzaga Bulldogs
- 1986 –  Kamie Ethridge  Texas Longhorns
- 1987 –  Rhonda Windham  USC Trojans
- 1988 –  Suzie McConnell  Penn State L. Lions
- 1989 –  Paulette Backstrom  Bowling G. Falcons
- 1990 –  Julie Dabrowski  SNHU Penmen
- 1991 –  Shanya Evans  Providence Friars
- 1992 –  Rosemary Kosiorek  WV Mountaineers
- 1993 –  Dena Evans  Virginia Cavaliers
- 1994 –  Nicole Levesque  W.F. Dem. Deacons
- 1995 –  Amy Dodrill  JHU Blue Jays
- 1996 –  Jennifer Rizzotti  UConn Huskies
- 1997 –  Jennifer Howard  NCSU Wolfpack
- 1998 –  Angie Arnold  JHU Blue Jays
- 1999 –  Becky Hammon  Colorado St. Rams
- 2000 –  Helen Darling  Penn State L. Lions
- 2001 –  Niele Ivey  N. Dame F. Irish
- 2002 –  Sheila Lambert  Baylor Bears
- 2003 –  Kara Lawson  Tenn. L. Volunteers
- 2004 –  Érika Valek  Purdue Boilerm.
- 2005 –  Tan White  MSU Bulldogs
- 2006 –  Megan Duffy  N. Dame F. Irish
- 2007 –  Lindsey Harding  Duke Blue Devils
- 2008 –  Jolene Anderson  Wisconsin Badgers
- 2009 –  Renee Montgomery  UConn Huskies
- 2010 –  Alexis Gray-Lawson  Calif. G. Bears
- 2011 –  Courtney Vandersloot  Gonzaga Bulldogs
- 2012 –  Tavelyn James  E. Michigan Eagles
- 2013 –  Alex Bentley  Penn State L. Lions
- 2014 –  Odyssey Sims  Baylor Bears